# Helena Bozich
Helena Bozich es una actriz  australiana, más conocida por interpretar a Lynn Davenport en la serie australiana Home and Away.

## Carrera
El 17 de enero de 1988 se unió al elenco de la exitosa serie australiana Home and Away donde interpretó a Lynn Davenport, la hija de Barry Davenport (Michael Caton) hasta el 25 de agosto del mismo año luego de que su personaje decidiera mudarse con su familia.
En 1992 apareció como invitada en la serie Days of Our Lives donde interpretó a Pam Lawson hasta 1993.

## Filmografía
Series de televisión
| Año         | Título            | Personaje      | Notas        |
| ----------- | ----------------- | -------------- | ------------ |
| 1992 - 1993 | Days of Our Lives | Pam Lawson     | 4 episodios  |
| 1988        | Home and Away     | Lynn Davenport | 68 episodios |